# Chromera velia
Chromera velia je jednobuněčný autotrofní eukaryotní organismus, patřící do kmene Chromerida, společně s nedávno objevenou příbuznou "řasou" - Vitrella brasicaformis. Byla izolována při hledání symbiontů korálu Plesiastrea versipora v sydneyském přístavu. Je velmi blízce příbuzná heterotrofním výtrusovcům (kmen Apicomplexa), což podporuje teorie o druhotné ztrátě autotrofie v dalším vývoji výtrusovců. Spolu s nimi a kmeny Ciliophora (nálevníci) a Dinoflagellata (obrněnky) tvoří nadkmen Alveolata. Fylogenetická příbuznost je dokázána, jejich společným znakem jsou ploché měchýřky pod cytoplasmatickou membránou - kortikální alveoly.
Název řasy vzniknul ze dvou anglických slov „chromophore“ (chemická skupina, jež absorbuje světlo konkrétní frekvence a propůjčuje molekule barvu) a „meront“ (produkt dělení – plastid Chromery byl získán buněčným dělením). Druhové jméno „velia“ pochází z italštiny a znamená utajená.
Na objevu Chromery se významně podíleli čeští vědci, například Miroslav Oborník, Jan Janouškovec, Tomáš Chrudimský a další. V současné době je Chromera velia intenzivně zkoumána v Parazitologickém ústavu Biologického centra Akademie věd ČR, na Přírodovědecké fakultě Jihočeské Univerzity v Českých Budějovicích a také v Mikrobiologickém ústavu Akademie věd ČR v Třeboni.

## Životní cyklus
Chromera velia má tři životní stádia, všechny jsou pravděpodobně vegetativní: kokoidní, bičíkaté a cystické. V nové kultuře zpravidla převládá kokovitá podoba Chromery, v tomto stadiu jsou buňky o velké 5,1 – 9,5 μm. Množí se dělením. Dalším stádiem Chromery jsou vysoce pohybliví bičíkovci (zoospory). Transformace do bičíkatého stádia začíná pomalým otáčením jinak nepohyblivé kokoidní buňky. Samotná proměna trvá jen několik minut. Bičíkovci mají protáhlý tvar s délkou 4,9 – 7,3 μm a šířkou 2,7 – 4,8 μm. Jsou opatřeni dvěma nestejně dlouhými bičíky. Toto stádium slouží pravděpodobně k rozšiřování kolonie na nová území, i když je také možné, že bičík umožňuje buňce uniknout z příliš silného světla. Cysty mají zpravidla 7,9 – 12,1 μm v průměru a vznikají opakovaným dělením kokovitých buněk, jehož výsledkem je váček obsahující čtyři buňky, obalené společnou membránou.

## Plastid
Unikátní je plastid Chromery, blízký apikoplastům u výtrusovců. Vznikl sekundární nebo terciární endosymbiózou, což naznačuje už samotná přítomnost čtyř obalujících membrán. Obsahuje thylakoidy řazené po třech. Jako jediná z alveolát, kam fylogeneticky patří, má plastid pigmentovaný chlorofylem a, ale nikoli c. U Chromery je zajímavá i samotná biosyntetická dráha chlorofylu. Na rozdíl od ostatních eukaryotních fototrofů není u Chromery tetrapyrrol syntetizován z glutamátu ale podobně jako u parazitických výtrusovců z glycinu a sukcinyl-CoA (Koreny a kol., 2011). Další přítomné pigmenty jsou violaxantin, běžný β,β-karoten a i doposud neznámý druh karotenoidu, identifikovaný jako nový izomer isofukoxantinu. Bylo již také dokázáno, že na světle dochází u Chromery k nezvykle rychle přeměně pigmentu violaxanthinu na zeaxanthin (ve srovnání např. s rostlinami), která umožňuje účinnou ochranu fotosyntetického aparátu pomocí tzv. nefotochemického zhášení. Chromera obsahuje prastarou formu enzymu RuBisCO (typ II), která má velmi nízkou afinitu k CO2 a je adaptována pro prostředí s nízkou koncentrací kyslíku. V současné době je už znám plastidový genom, který definitivně potvrdil blízkou příbuznost Chromery s parazitickými výtrusovci. Jeho velikost je 121,2 kb, nicméně doposud není jasné, zda jde stejně jako v případě příbuzné chromeridní řasy Vitrella brasicaformis o kruhovou molekulu, nebo zda je DNA uložena v lineární podobě.

## Význam pro výzkum
Plastid společný pro chromerida a výtrusovce je životně důležitou organelou i pro nefotosyntetizující výtrusovce - v apikoplastu probíhá syntéza mastných kyselin a isoprenoidů. Organismy, které tito parazité napadají, v buňkách žádnou podobnou organelu nemají - představuje tedy ideální cíl pro léčbu malárie, která by zabila parazita, ale hostiteli by neublížila. Výzkum Chromery je z mnoha důvodů jednodušší, levnější a bezpečnější než výzkum výtrusovců. Možná právě tato cesta bude finálním řešením léku proti malárii.